# Лищак велетенський
Лищак велетенський (Oxychilus kobelti), або оксихілюс Кобельта — вид черевоногих молюсків. 
Занесено до Червоної книги України.

## Морфологічні ознаки
Черепашка прижата, червоно-рогова, з 5,5–6,0 обертами, з дуже вузьким пупком (близько 1/10–1/15 ширини черепашки) та спіральною мікроскульптурою (помітною при збільшенні у 10–15 разів). Висота черепашки — 7–7,3 мм, її ширина —14–17,5 мм.

## Поширення
Гірський Крим.

## Особливості біології
Вид мешкає в дубових та букових лісах (переважно пралісах).

## Загрози та охорона
Загрози: підвищений антропогенний прес на біотопи. 